# خلف‌اوغلو (قارص)
خلف‌اوغلو (به ترکی استانبولی: Halefoğlu) یک منطقهٔ مسکونی در ترکیه است که در قارص واقع شده‌است. خلف‌اوغلو ۲٬۵۹۷ نفر جمعیت دارد و ۱٬۸۷۰ متر بالاتر از سطح دریا واقع شده‌است.